# Università di Valencia
L'Università di Valencia (in valenciano Universitat de València), fondata nell'anno 1499 come Estudi General (Studio Generale), è l'università più antica della Comunità Valenciana, e quindi fra quelle con più lunga tradizione della Spagna.
È organizzata intorno a tre campus situati in via Blasco Ibañez, in via di Tarongers e a Burjassot. C'è anche la scuola universitaria di magistero, ed altri centri come il d'Ontinyent e di Gandia.

## Campus de Blasco Ibañez
- (ES) Facultat de Geografia i Història, su centros.uv.es (archiviato dall'url originale il 1º aprile 2010).
- (ES) Facultat de Filosofia i Ciències de l'Educació, su centros.uv.es (archiviato dall'url originale il 16 settembre 2009).
- (ES) Facultat de Medicina i Odontologia, su centros.uv.es (archiviato dall'url originale il 15 dicembre 2009).
- (ES) Escola Universitària de Fisioteràpia, su centros.uv.es (archiviato dall'url originale il 20 agosto 2009).
- (ES) Facultat de Filologia, Traducció i Comunicació, su centros.uv.es (archiviato dall'url originale il 16 dicembre 2009).
- (ES) Facultat de Psicologia, su centros.uv.es (archiviato dall'url originale il 12 settembre 2009).
- (ES) Escola Universitària d'Infermeria i Podologia, su centros.uv.es (archiviato dall'url originale il 2 settembre 2009).
- (ES) Facultat de Ciències de l'Activitat Física i l'Esport, su centros.uv.es (archiviato dall'url originale il 2 agosto 2009).
- (ES) Escola universitària de Magisteri "Ausiàs March", su centros.uv.es (archiviato dall'url originale il 4 novembre 2009).

## Campus de Tarongers
- (ES) Facultat de Ciències Socials, su centros.uv.es (archiviato dall'url originale il 6 settembre 2009).
- (ES) Facultat d'Econòmiques, su centros.uv.es (archiviato dall'url originale il 15 dicembre 2009).
- (ES) Facultat de Dret, su centros.uv.es (archiviato dall'url originale il 2 settembre 2009).

## Campus de Burjassot
- (ES) Facultat de Física, su centros.uv.es (archiviato dall'url originale il 27 dicembre 2009).
- (ES) Facultat de Química, su centros.uv.es (archiviato dall'url originale il 21 luglio 2009).
- (ES) Facultat de Farmàcia, su centros.uv.es (archiviato dall'url originale il 7 gennaio 2010).
- (ES) Facultat de Ciències Matemàtiques, su centros.uv.es (archiviato dall'url originale il 3 settembre 2009).
- (ES) Facultat de Ciències Biològiques, su centros.uv.es (archiviato dall'url originale il 1º novembre 2009).
- (ES) Escola Superior d'Enginyeria, su centros.uv.es (archiviato dall'url originale il 28 settembre 2009).